# Журина, Ирина Михайловна
Ири́на Миха́йловна Жу́рина (род. 28 августа 1946, Харьков, УССР, СССР) — российская и советская певица (лирико-колоратурное сопрано), народная артистка России (1993).

## Биография
Окончила Харьковскую детскую музыкальную школу № 3 в 1964 году. В 1971 году окончила Харьковский институт искусств им. И. П. Котляревского (по классу Л. Юкелис). Училась вокалу также у Б. Курбатовой-Беспаловой.
В 1971—1975 гг. солистка Харьковского театра оперы и балета им. Лысенко. Исполняет ведущие партии, среди которых Джильда в «Риголетто» и Виолетта в «Травиате» Дж. Верди, Снегурочка в одноимённой опере Н. А. Римского-Корсакова, Розина в «Севильском цирюльнике» Дж. Россини. Партию Лючии в опере Доницетти «Лючия ди Ламмермур» Ирина Журина исполняла на сценах Харьковского театра оперы и балета и Киевского оперного театра им. Т. Г. Шевченко. Одним из её партнёров в Киеве был народный артист СССР Анатолий Соловьяненко. С ним же она пела Джильду в Софийской постановке оперы «Риголетто» в 1985 году.
В 1975 году принята в стажёрскую группу Большого театра. С сентября 1976 года  по май 1995 года — солистка Большого театра.
Её партнёрами по сцене в разные годы были Елена Образцова и Юрий Мазурок, Хендрик Крумм и Ирина Архипова, Йорма Хюннинен и Тамара Милашкина, Виргилиус Норейка и Тамара Синявская, Александр Ведерников и Галина Калинина, Зураб Соткилава и Нина Терентьева, Владимир Атлантов и Евгений Нестеренко, Артур Эйзен и Борис Штоколов, Юрий Гуляев и Александр Ворошило.
Возглавляет Всероссийский конкурс вокалистов имени Галины Ковалёвой, вокальное отделение Всероссийского конкурса молодых исполнителей имени Д. Кабалевского в Самаре, член жюри Всероссийского вокального конкурса в Астрахани и конкурса «Романсиада».
Участвовала во многих правительственных мероприятиях, включая концерты в честь инаугурации президента Бориса Ельцина и приёма в честь королевы Великобритании Елизаветы II.
С 1995 по 2008 годы Ирина Журина преподавала в Академическом музыкальном колледже при Московской консерватории, в 2008—2009 в Российской Академии славянской культуры, в настоящее время — профессор Российского института театрального искусства (ГИТИСа).

## Театральные работы
- Церлина («Дон Жуан» Моцарта)
- Деспина («Так поступают все» Моцарта)
- Марфа («Царская невеста» Римского-Корсакова)
- Снегурочка («Снегурочка» Римского-Корсакова)
- Царевна («Кащей Бессмертный» Римского-Корсакова)
- Птица Сирин («Сказание о невидимом граде Китеже» Римского-Корсакова)
- Шемаханская царица («Золотой петушок» Римского-Корсакова)
- Царевна-Лебедь («Сказка о Царе Салтане» Римского-Корсакова)
- Антонида («Иван Сусанин» Глинки)
- Воглинда («Золото Рейна» Вагнера)
- Норина («Дон Паскуале» Доницетти)
- Лючия («Лючия ди Ламмермур» Доницетти)
- Лаврушка («Безродный зять» Хренникова)
- Дама приятная во всех отношениях («Мертвые души» Щедрина)
- Софи («Вертер» Массне)
- Мюзетта («Богема» Пуччини)
- Бригитта («Иоланта» Чайковского)
- Розина («Севильский цирюльник» Россини)
- Фраскита («Кармен» Бизе)
- Джильда («Риголетто» Верди)
- Виолетта («Травиата» Верди)
- Оскар («Бал-маскарад» Верди)
- Прилепа («Пиковая дама» Чайковского)
- Роз-Мари («Роз-Мари» Фримля и Стоттгарта)

## Награды и достижения
- Заслуженная артистка РСФСР (1986)
- Народная артистка России (1993)

## Дискография
- Ирина Журина. Арии. Романсы. (2LP, Мелодия, 1981, C10-16355-58)
- Irina Zhurina singt. Eine der schönsten Stimmen des Bolschoi-Theaters singt Arien und russishe Volkslieder. (2LP, Melodia / Mietfinanz, 1981, C10-16355-8)
- Русская Тройка. Государственный академический русский народный оркестр им. Н. Осипова (дирижёр Николай Калинин). Произведения в обработке Веры Городовской. Запись 1981 г. (LP, Мелодия, С20-17831-2, 1982)
- Н. А. Римский-Корсаков. Опера «Снегурочка». Александр Лазарев (дирижёр), Ирина Журина (Девушка-Снегурочка), Нина Терентьева (Весна-Красна), Георгий Селезнев (Дед-Мороз), Татьяна Ерастова (Лель, пастух), Оркестр Большого Театра СССР, Хор Большого Театра СССР, Детский хор Большого Театра СССР. Запись 1987 г. (4LP, Мелодия, А10 00429 002, 1989)
- Н. А. Римский-Корсаков. Опера «Кащей Бессмертный». 1991, Андрей Чистяков (дирижёр), Оркестр Большого Театра, Хоровая капелла имени Юрлова, Александр Архипов (Кащей), Ирина Журина (Царевна Ненаглядная краса), Нина Терентьева (Кащеевна), Владислав Верестников (Иван Королевич), Владимир Маторин (Буря-богатырь). (1992, Le Chant Du Monde, LDC 288 046, CM 201, 65’07, DDD)
- Music of the Italian Barocco in the Moscow Conservatory. Irina Zhurina (soprano), Elena Keilina (organ), Andrei Ikov (trumpet). (CD, Studio of Moscow Conservatory, 1995, SMC CD0010)